# Champniers-et-Reilhac
Champniers-et-Reilhac település Franciaországban, Dordogne megyében. Lakosainak száma 511 fő (2022. január 1.). Champniers-et-Reilhac Saint-Mathieu, Busserolles, Piégut-Pluviers, Maisonnais-sur-Tardoire és Saint-Barthélemy-de-Bussière községekkel határos.

## Népesség
A település népességének változása:
| Lakosok száma | 661  | 548  | 544  | 511  | 497  | 478  | 455  | 453  | 452  | 511  |
|               | 1968 | 1982 | 1990 | 2006 | 2013 | 2015 | 2017 | 2019 | 2020 | 2022 |